# Hemitoma hermosa
Hemitoma hermosa är en snäckart som beskrevs av Lowe 1935. Hemitoma hermosa ingår i släktet Hemitoma och familjen nyckelhålssnäckor. Inga underarter finns listade i Catalogue of Life.